# 제이슨 미야레스
제이슨 스튜어트 미야레스(Jason Stuart Miyares, 1976년 2월 11일 ~ )는 미국의 정치인이다.

## 학력
- 제임스 매디슨 대학교 경영학 학사
- 윌리엄 & 메리 칼리지 법무박사

## 경력
- 2016.01 ~ 2022.01 제159·160·161대 버지니아주 제82선거구 하원의원
- 2022.01 ~ 제48대 버지니아주 법무장관

## 역대 선거 결과
| 선거명      | 직책명                         | 대수  | 정당   | 득표율 | 득표수      | 결과 | 당락                     |
| ----------- | ------------------------------ | ----- | ------ | ------ | ----------- | ---- | ------------------------ |
| 2015년 선거 | 하원의원 (버지니아 제82선거구) | 159대 | 공화당 | 65.19% | 10,046표    | 1위  | 버지니아 주의원 당선     |
| 2017년 선거 | 하원의원 (버지니아 제82선거구) | 160대 | 공화당 | 58.89% | 16,048표    | 1위  | 버지니아 주의원 당선     |
| 2019년 선거 | 하원의원 (버지니아 제82선거구) | 161대 | 공화당 | 59.21% | 15,771표    | 1위  | 버지니아 주의원 당선     |
| 2021년 선거 | 버지니아 법무장관              | 48대  | 공화당 | 50.36% | 1,647,534표 | 1위  | 버지니아주 법무장관 당선 |
| 2025년 선거 | 버지니아 법무장관              | 대    | 공화당 | 0%     | 표          | 위   |                          |

## 참고 자료
- 위키미디어 공용에 제이슨 미야레스 관련 미디어 분류가 있습니다.